# Fédération française handisport
Pour les articles homonymes, voir FFH.
La Fédération française handisport (FFH) est une association loi de 1901 chargée de promouvoir, de développer et d'organiser les activités physiques et sportives de compétition ou de loisir pour les personnes présentant une déficience motrice ou visuelle ou auditive. Elle est agréée par le ministère des Sports et a été reconnue d'utilité publique le 17 juin 1983.

## Histoire
L’Association sportive des mutilés de France voit le jour le 7 mai 1954.
En 1963, elle devient la Fédération sportive des handicapés physiques de France, puis en 1968 la Fédération française de sports pour handicapés physiques (FFSHP).
En 1973, la Fédération devient membre du Comité national olympique et sportif français (CNOSF) et reçoit un an plus tard, en 1974, la délégation de pouvoir du ministère des Sports.
Le 8 et 9 janvier 1977, la FFSHP fusionne avec la Fédération française omnisports pour handicapés physiques au cours d'une assemblée générale constitutive, pour former la Fédération française handisport. Le premier comité directeur élit Marcel Avronsart en tant que président.
En 1983, la FFH est reconnue d’utilité publique. La même année, elle organise les premiers Jeux européens des handicapés qui se déroule à Paris dans le Centre sportif Louis-Lumière (20e arrondissement) et voit concourir plus de 700 athlètes en provenance de 20 pays.
La FFH organise en 1987 les Jeux internationaux de Paris et en 1990 les championnats du monde multisports à Saint-Étienne.
La Résidence internationale de Paris est inaugurée en 1992 à Paris.
En 1992, les Jeux paralympiques d'hiver sont organisés à Albertville et en Savoie.
En 1993, le haut-niveau handisport est reconnu.
En 1998, les Championnats du monde de tennis de table sont organisés à Paris ; en 2000, la Coupe du monde de tennis également à Paris ; les Championnats du monde d’athlétisme sont organisés en 2002 à Villeneuve-d'Ascq, en 2013 à Lyon et au stade Charléty à Paris en 2023.

## Rôles
Proposer une activité sportive adaptée à toute personne présentant un handicap physique ou sensoriel.

## Organisation
La Fédération Française Handisport est une Association Reconnue d’Utilité Publique, membre du Comité Paralympique et Sportif Français, membre du Comité National Olympique et Sportif Français.

## Présidents
Les présidents de la FSHPF
- 1963-1966 : Philippe Berthe
- 1966-1968 : Pierre Volait

Les présidents de la FFSPH
- 1968-1969 : Pierre Volait
- 1969-1977 : Marcel Avronsart

Les présidents de la FFH
- 1977-1981 : Marcel Avronsart
- 1981-2008 : André Auberger
- 2007-2017 : Gérard Masson
- 2017-2018 : Frédéric Delpy
- 2018-2024 : Guislaine Westelynck
- Depuis le 14 décembre 2024 : Gaël Rivière[3].

## Identité visuelle
En 2009, la FFH se dote d'un nouveau logo, mettant en avant le terme d'« Handisport ». Les lettres « FFH » sont stylisés et évoquent l’universalité et l’accessibilité grâce à leurs formes organiques et aux trois couleurs. Les lettres F verte et bleue représente respectivement l’espoir et l’appartenance nationale, tandis que le H rouge est un papillon qui symbolise la dynamique d’envol et la légèreté.

Logo de la FFH de 1977 à 1992
Logo de la FFH de 1993 à 2009
Logo de la FFH depuis 2009